# 木下東一郎
木下 東一郎（きのした とういちろう、1925年〈大正14年〉1月23日 - 2023年〈令和5年〉3月23日）は、日本出身の物理学者（理論物理学）。コーネル大学名誉教授。
量子電磁力学の分野で、特に電子の異常磁気能率の理論による高次の摂動展開計算を精密に行い、観測値と理論値が10桁という高い精度で一致することを示した。赤外発散におけるKLN（木下-Lee-Nauenberg）定理で知られる。

## 略歴
東京府で生まれ、1952年東京大学で学位をとった後、渡米。プリンストン高等研究所、コロンビア大学で研究した。1958年にコーネル大学助教授、1963年同教授になり、1995年名誉教授。
1990年、アメリカ物理学会からJ・J・サクライ賞、1998年IUPAP SUNAMCOメダル、2019年東レ科学技術賞を受賞した。
2023年3月23日、マサチューセッツの自宅で死去。享年98歳。